# Rivière Doncaster
Pour les articles homonymes, voir Doncaster.
La rivière Doncaster est un affluent de la rivière du Nord, parcourant la Réserve Indienne Doncaster, les municipalités de l'Estérel, Sainte-Marguerite-du-Lac-Masson et Sainte-Adèle, dans la municipalité régionale de comté des Pays-d'en-Haut, dans la région administrative Laurentides, au Québec, au Canada.
Le parc de la Rivière Doncaster situé entre le lac Masson et l'embouchure de la rivière Duncaster, comporte plusieurs sentiers de marche des deux côtés de la rivière, un poste d'accueil, des tables de pique-nique et un belvédère (altitude : 373 m) aménagé au sommet de la montagne, du côté ouest de la rivière Doncaster. En sus, le Parc linéaire Le P'tit Train du Nord enjambe la rivière Doncaster près de l'embouchure. La base zone de la rivière Doncaster comporte un ancien site d’un barrage hydro-électrique, qui a été réaménagé de concert avec Hydro Québec et la Ville de Sainte-Adèle. L'objectif a été de protéger le caractère rustique des environs de ce segment de la rivière Doncaster, notamment en le mettant en valeur par l'implantation d'équipements de loisirs accessibles au public et en offrant des activités récréotouristiques aux visiteurs. Le parc a commencé à être aménagé dans les années 1990.

## Géographie
Les bassins versants voisins de la rivière Doncaster sont :
- au nord : rivière Dufresne qui s'approvisionne au lac Dufresne et coule vers l'est. Cette rivière est un affluent de la rivière Ouareau ;
- à l'est : le versant du lac des Îles qui se déverse vers l'est dans la rivière Jean-Venne laquelle est un affluent de la rivière Ouareau ;
- à l'ouest et au sud : la rivière du Nord ;

La rivière Doncaster prend sa source dans la réserve indienne Doncaster, située au nord-ouest du lac des Îles, au sud du lac Ouareau, à la limite est de la région administrative des Laurentides. Cette zone constitue la tête des eaux entre la rivière Ouareau et la rivière du Nord.
Le principal plan d'eau de tête de la rivière Doncaster est le lac Vaillancourt (longueur de 1,3 km ; altitude : 403 m), qui épouse la forme d'un point d'interrogation renversé sur lui-même. Les berges de la baie du sud, longue de 1,1 km constituent une zone de marais. L'embouchure du lac est situé à l'extrême ouest au fond d'une petite baie.
Parcours de la rivière en aval du lac Vaillancourt (segment de 7,2 km)
À partir de l'embouchure du lac Vaillancourt, la rivière Doncaster descend sur :
- 1,3 km vers l'ouest, puis vers le sud, jusqu'à la décharge du lac Clair, venant du nord-ouest ;
- 2,3 km vers le sud-est jusqu'à la rive nord-est du lac de la Fourche ;
- 0,6 km vers le sud en traversant le lac de la Fourche (altitude : 391 m) ;
- 60 m vers le sud, jusqu'à la décharge du lac de la Frontière (altitude : 438 m), venant de l'est ;
- 1,6 km vers le sud-ouest, puis le nord-ouest, jusqu'à la décharge du lac Deslauriers (altitude : 405 m) ;
- 0,8 km vers le sud-ouest jusqu'à la rive nord-est (au fond d'une baie longue de 0,6 km). À ce point, la rivière Doncaster reçoit par le sud les eaux du lac de la Pie ;
- 0,5 km en traversant vers le sud-ouest le lac des Indiens.

Parcours de la rivière en aval du lac des Indiens (segment de 15,6 km)
À partir de l'embouchure du lac des Indiens (altitude : 385 m), la rivière Doncaster descend sur :
- 1,1 jusqu'à la décharge d'un ensemble de lacs, venant du nord-ouest, notamment : Larocque, des Érables, Roberge, Saint-Michel et les Sources ;
- 1,2 km vers l'est jusqu'à la décharge d'un ensemble de lacs, venant de l'est : des Castors, Long, Perdu, Troisième Lac, Gagnon, Petit lac Gagnon, lac de la Truite Rouge, des Iroquois ;
- 3,1 km vers le sud, jusqu'à l'embouchure du lac de la Montagne, venant du nord-ouest ;
- 2,7 km jusqu'à la décharge du lac Ménard, venant de l'ouest. Longue de 2,7 km, cette décharge traverse des marais ;
- 4,8 km vers le sud, puis le sud-est, jusqu'à la décharge du lac Saint-Louis, venant du sud ;
- 2,3 km vers le sud-est jusqu'à la décharge du lac Guénette, venant du sud ;
- 0,4 km vers le nord jusqu'à l'embouchure du lac Creux que le courant traverse vers l'est sur environ 160 m. Ce dernier lac reçoit du nord la décharge d'un ensemble de lacs dont le lac du Serpent, lac de l'Aigle, des Seminoles, Beau, Hérons, de la Courbe, Doré, Oublié, du couteau de poche, Sénéca, de la Flèche, du Boulder, des Mohawks, des Esclaves, des Loups, des Loutres, Tekakwitha, Violon, Casseau et lacs à Foin.

Parcours de la rivière en aval du lac Creux (segment de 13,0 km)
À partir de l'embouchure du lac Creux (située à l'extrême est du lac ; altitude : 357 m), le courant descend sur :
- 2,2 km vers l'ouest, puis vers le sud, jusqu'à la décharge du lac Bonny ;
- 200 m vers le sud jusqu'à la décharge du lac Marier, venant de l'ouest ;
- 2,0 km vers le sud-est jusqu'à la décharge du lac Brunet ;
- 0,6 km vers le sud-ouest jusqu'à la décharge du lac aux Oies, venant du sud ;
- 2,9 km vers l'ouest, puis vers le sud, jusqu'à décharge du lac Malfred, venant de l'est ;
- 0,9 km vers le sud-est jusqu'à la décharge d'un ensemble de petits lacs dont les lacs à Ouimet, venant de l'ouest ;
- 3,6 km vers le sud, puis le sud-est, jusqu'à un pont routier ;
- 0,6 km vers le sud-est jusqu'à la décharge du lac Masson, venant du nord.

Parcours de la rivière en aval de la décharge du lac Masson (segment de 10,4 km)
À partir de la décharge du lac Masson (altitude : 321 m), la rivière Doncaster coule sur :
- 1,9 km vers le sud-est jusqu'à la décharge (longue de 1,0 km) du lac Castor, venant du nord ;
- 0,4 km vers le sud-est jusqu'à la décharge (longue de 2,2 km) du lac Piché, venant de l'ouest ;
- 1,8 km vers le sud jusqu'à un pont d'une route secondaire ;
- 0,7 km vers le sud jusqu'à la décharge venant du nord-est de cinq lacs dont le lac de la Grande Ligne (zone de marais), Campbell et Thompson ;
- 0,4 km vers le sud-ouest jusqu'à la décharge du lac Beaudria, venant du nord-ouest ;
- 2,3 km vers le sud-ouest en passant au sud-est d'une montagne dont le sommet culmine à 417 m, jusqu'à la décharge du lac Asch, venant de l'est ;
- 80 m vers le sud-ouest jusqu'à la décharge du lac Bellevue, venant du sud-est ;
- 0,9 km vers le sud-ouest jusqu'à la décharge des lacs du Trappeur et Purvis, venant du nord ;
- 1,1 km vers le sud-ouest jusqu'au barrage de la Concaster, érigé au début de l'élargissement de la rivière ;
- 0,8 km vers le sud-ouest jusqu'à l'embouchure où les eaux se déversent dans la Rivière du Nord dans la municipalité de Sainte-Adèle[2].

## Toponymie
Le toponyme rivière Doncaster se réfère à la ville de Doncaster (Royaume-Uni), située dans le Yorkshire du Sud, en Angleterre.
Le toponyme rivière Doncaster a été officialisé le 5 décembre 1968 à la Banque des noms de lieux de la Commission de toponymie du Québec.